# 佐兰·普里莫拉茨
佐兰·普里莫拉茨（1969年5月10日—），生於南斯拉夫克罗地亚，歐洲男子乒乓球运动员，反手技術極為出色。曾获得第14、18届世界杯乒乓球赛男单冠军，第15、19、20和23届第3名。

## 生平
1980年代后期，普里莫拉茨以南斯拉夫双打选手的身份，开始在国际乒坛崭露头角。1987年新德里世乒赛及1988年汉城奥运会，普里莫拉茨与搭档卢普莱斯库两次夺得银牌。1991年南斯拉夫分裂后，普里莫拉茨与老搭档卢普莱斯库拆伙，转而代表克罗地亚出战赛场，主攻单打赛事。
2008年，国际乒联授予普里莫拉茨与瑞典选手佩尔森，比利时选手让-米歇尔·塞弗三人「特别贡献奖」，以表彰他们参与了自乒乓球项目入奥以来全部六届奥运乒乓球赛事的单打比赛。
普里莫拉茨和瑞典的瓦尔德内尔、白俄罗斯的萨姆索诺夫都是20世纪末至21世纪初的赛场上，来自欧洲的乒乓球顶尖选手，他们被乒乓球迷并称为“欧洲三虎”。